# Ирошникова, Ирина Ивановна
Ирина Ивановна Ирошникова (15 [28] декабря 1911, Ярославль — 2005, Москва) — советский и российский прозаик, драматург. Член Союза писателей СССР (1949). Жена А. И. Целикова.

## Биография
Родилась 15 (28) декабря 1911 года в Ярославле.
В 1937 году окончила Московский инженерно-экономический институт. С середины 1940-х годов в московских периодических изданиях начали печататься документальные очерки Ирины Ирошниковой. Член ВКП(б) с 1943 года.
В 1953 году окончила Литературный институт имени А. М. Горького.
Умерла в 2005 году в Москве. Похоронена в подмосковной деревне Дарьино Одинцовского района.

## Творческая деятельность
Основные темы произведений — становление характера советского человека, жизнь рабочего человека. Часть работ посвящена производственникам — людям творческой мысли, их борьбе против технического авантюризма, карьеризма, демагогии. Часть работ посвящена подпольной борьбе в годы Великой Отечественной войны в оккупированной Одессе.

### Проза
- Где-то в Сибири (1946) — первая книга, повесть о молодёжи и подростках завода, перенёсших тяготы войны.
- Надежда Егорова. — М., 1948. — 206 с.
- Начало пути. — М., 1951. — 168 с.
- Сашенька: рассказы. — М., 1955. — 39 с.
- Где-то в Сибири: повесть. — М., 1956. — 280 с.
- Это было в Одессе (1957) — очерки.
- Чудесная высота. — М., 1958. — 239 с.
- Лисий хвост. Рассказы и очерки. — М., 1961. — 136 с.
- Парашютисты (1962).
- Улица Саляма Адиля (1964) — о жизни секретаря компартии Ирака, замученного баасистами.
- Трудное лето (1964).
- Трудное лето. — М., 1964. — 238 с.
- Мужество. — М., 1965. — 213 с.
- Здравствуйте, пани Катерина! — М., 1968. — 208 с.
- Повести и рассказы. — М., 1972. — 494 с.
- Избранное. — М., 1986. — 558 с.
- Москва—Крутоборск: Роман. — М., 1987. — 279 с.

### Пьесы
- Сватовство (М., 1966)
- Как ты живёшь, Зося? (драма в 2-х частях, М., 1970). Поставлена в театре имени Гоголя, постановка Б. Чиркова и Л. Геники, худ. В. Кривошеин(?), композитор И. Катаев, в главной роли Л. Долгорукова[4]